# Sinagoga Coral de Járkov
La Sinagoga Coral de Járkov (en ucraniano: Харківська хоральна синагога) es un lugar de culto judío ubicado en la ciudad de Járkov, Ucrania. Este edificio es la mayor sinagoga del óblast de Járkovy de todo el país.

## Historia del edificio
La construcción de la sinagoga empezó en el año 1909, con los arquitectos presentando propuestas de diseño como parte de un concurso. El arquitecto de San Petersburgo, Yakov Gevirts presentó el diseño ganador, y la construcción del edificio terminó en 1913, y tuvo un coste de 150.000 rublos de la época. Antes de la revolución rusa había cinco sinagogas en Járkov.
En 1923, la sinagoga fue cerrada y nacionalizada por el gobierno. El edificio fue transformado en un club para los trabajadores judíos que formaban parte del Komintern. Entonces sirvió para diversos usos incluyendo entre ellos un club social, un cine y un complejo deportivo. El templo no fue usado como lugar de culto hasta 1990.
La sinagoga no sufrió daños durante la ocupación alemana y los intensos combates en torno a Járkov en la Segunda Guerra Mundial.
Tras el colapso de la Unión Soviética, varios grupos judíos lucharon por hacerse con el control de la sinagoga. El judío Edward Jodos creó una organización que representaba a los miembros del judaísmo reformista, y logró hacerse con el control del templo. Los representantes de Jabad Lubavitch presentaron una reclamación, y durante un tiempo ambos grupos usaron el edificio. En 1993, Jodos usaba la segunda planta de la sinagoga, donde frecuentaba un negocio de antigüedades, y fundó un club nocturno donde la juventud local practicaba deporte y artes marciales como el kickboxing. En 1998, un incendio arrasó la sinagoga y esta fue oficialmente entregada a la organización judía ortodoxa Jabad. Varias reformas fueron llevadas a cabo en el edificio en el año 2003.
Durante la batalla de Járkov de la invasión rusa de Ucrania, las ventanas de la sinagoga y partes de la fachada resultaron dañadas por la onda expansiva de un cohete ruso que cayó cerca el 9 de marzo de 2022.

## Arquitectura
El diseño del edificio ha sido descrito como una combinación de varios estilos entre ellos: neorrománico, neogótico, y neomorisco. Según la sociedad arquitectónica de Járkov esa mezcla de estilos es una reminiscencia de las grandes murallas de la antigua Palestina. El edificio tiene 42 m de altura encima del domo y 50 m de longitud, contando con una área total de 2.067 metros cuadrados. En la sala de oración puedan alojarse unas 1.000 personas, por lo que algunas fuentes la sitúan como la segunda sinagoga más grande de Europa (detrás de la sinagoga de Budapest). Está ubicado conforme a las leyes locales que requieren una cierta distancia entre iglesias y otros lugares de culto.

## Uso
Actualmente la sinagoga es un centro de referencia para la vida judía en la ciudad de Járkov. Las festividades judías son celebradas por judíos y gentiles por igual. Una celebración de Janucá contó con la asistencia del Primer Ministro de Ucrania Petró Yushchenko y del gobernador del óblast Arsén Avákov, acto que atrajo la atención de los medios de comunicación. Otros eventos incluyen un tributo para los veteranos de guerra judíos de Járkov. La sinagoga es gestionada por Jabad, la organización jasídica tiene su cuartel general en la sinagoga, donde también mantiene una mikvé y una yeshivá.
El rabino de la sinagoga, Moshé Moskovitz, es también el rabino mayor de Járkov. Jabad también gestiona una escuela judía con 500 alumnos, así como un jardín de infancia para 70 niños. El alcalde de Járkov, Hennadiy Kernes, atendió a la celebración de la fiesta de Purim, y asistió a la boda de la hija del Rabino Moskowitz.

## Galería

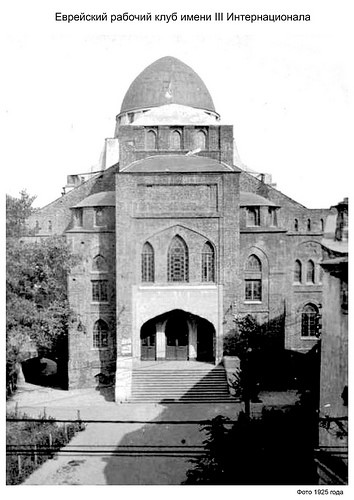
Sinagoga en 1920
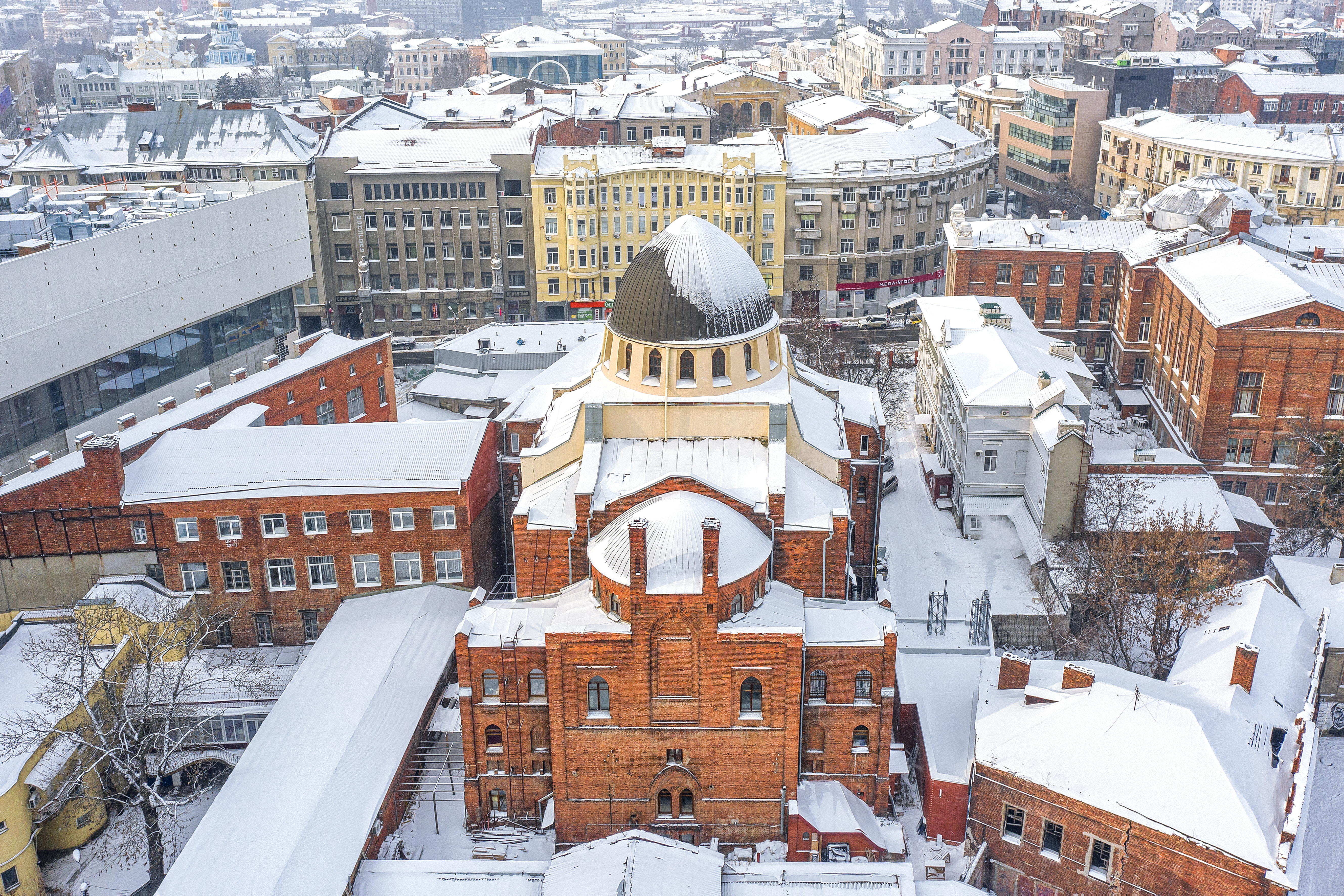
Vista aérea
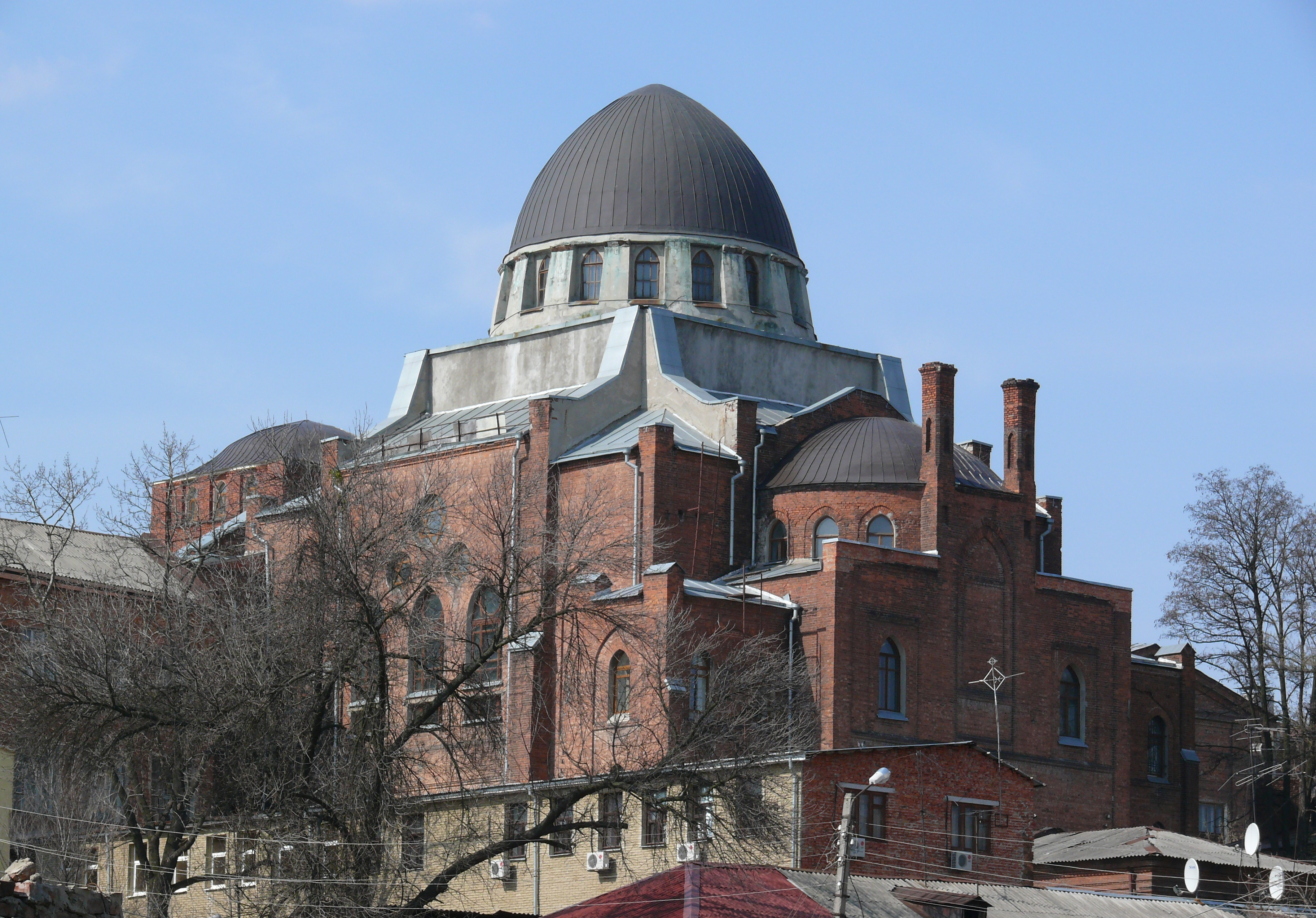
Cúpula de la sinagoga
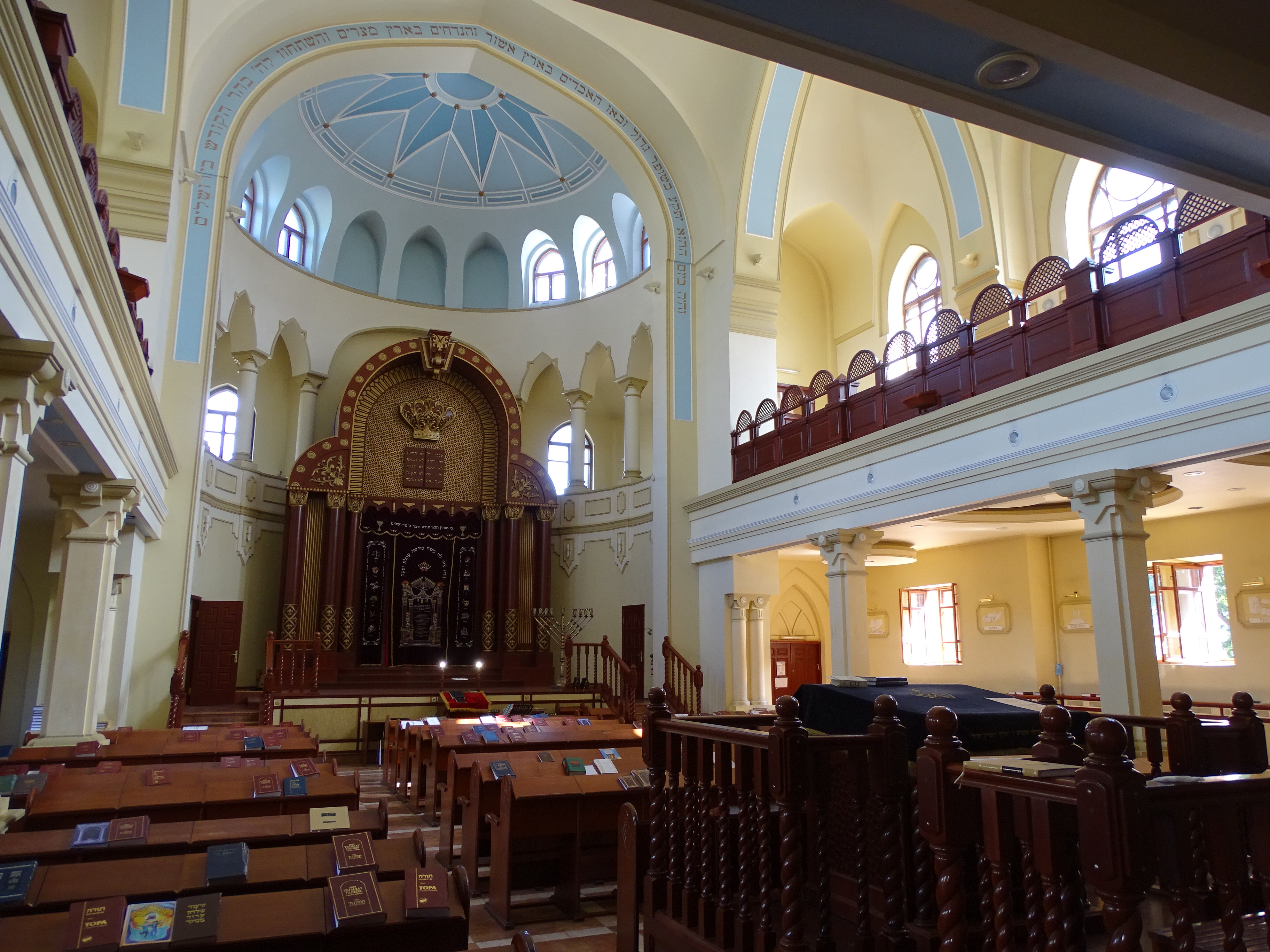
Interior de la sinagoga